# Verfassunggebende Versammlung des Jura
Die Verfassunggebende Versammlung des Jura (französisch Assemblée constituante jurassienne) war das gewählte Organ, das den Auftrag hatte, die erste Verfassung des Kantons Jura in der Schweiz auszuarbeiten. Sie wurde am 21. März 1976 von den Stimmberechtigten der damals noch zum Kanton Bern gehörenden Bezirke Delémont, Franches-Montagnes und Porrentruy gewählt. Die Versammlung umfasste 50 Personen und tagte vom 12. April 1976 bis zum 6. Dezember 1978 an verschiedenen Orten auf dem Gebiet des zukünftigen Kantons.
Der aus den Arbeiten der Versammlung hervorgegangene Verfassungsentwurf wurde den Stimmberechtigten am 20. März 1977 zur Abstimmung vorgelegt und mit einem Anteil von 82,5 % Ja-Stimmen angenommen. Bis zum Inkrafttreten der Verfassung am 1. Januar 1979 war die Verfassunggebende Versammlung zusätzlich damit beschäftigt, die kantonale Gesetzgebung zu schaffen und die Interessen des entstehenden Kantons zu wahren. Sie hatte somit zum Teil auch die Funktion eines Parlaments.

## Kontext
1970 hatten die Stimmberechtigten des Kantons Bern einem Verfassungszusatz zugestimmt, der es den sieben jurassischen Bezirken ermöglichen sollte, ihr Selbstbestimmungsrecht wahrzunehmen und so eine Lösung der Jurafrage herbeizuführen. Der Zusatz regelte detailliert den Ablauf der vorgesehenen Juraplebiszite. Das erste Juraplebiszit vom 23. Juni 1974 ergab eine knappe Zustimmung zur Gründung des Kantons Jura, während das zweite und das dritte Juraplebiszit im Jahr 1975 dessen exakte Grenzen festlegten. Dabei stellte sich heraus, dass das Gebiet des zukünftigen Kantons nur die nördlichen Bezirke Delémont, Franches-Montagnes und Porrentruy umfassen würde.

## Wahl
Nach dem ersten Juraplebiszit legte der Berner Regierungsrat die Modalitäten über die Schaffung einer verfassunggebenden Versammlung fest, welche die Kantonsverfassung ausarbeiten und die drei Gewalten (Legislative, Exekutive und Judikative) einrichten sollte. Er legte den 1. März 1976 als Frist für die Einreichung der Wahllisten und den 8. März als Frist für die Festlegung der Listenverbindungen fest. Die Stimmberechtigten mussten volljährig sein und ihren Wohnsitz in den drei nördlichen Bezirken haben. Es wurden 37 Listen eingereicht und 529 Kandidaten registriert, die sich um die 50 zu vergebenden Sitze bewarben.
Bei der Wahl am 21. März 1976, die nach dem Proporzverfahren durchgeführt wurde, setzten sich mit grosser Mehrheit Parteien und Kandidaten durch, die von der Separatistenbewegung Rassemblement jurassien empfohlen worden waren. Aufgrund der ausserordentlich hohen Stimmbeteiligung und der ungewöhnlich grossen Zahl veränderter Listen lagen am Abend des 22. März erst die Ergebnisse in den Bezirken Franches-Montagnes und Porrentruy vor. Das Ergebnis im Bezirk Delémont stand erst am Morgen des 23. März fest. Insgesamt gingen 19 Sitze an die CVP, 11 Sitze an die FDP, 10 Sitze an die SP, 7 Sitze an die PCSI, 2 Sitze an die SVP und 1 Sitz an die Parti radical-réformiste jurassien (separatistische Abspaltung der FDP). Die Spitzenergebnisse erzielten mit Roland Béguelin (SP) und Roger Schaffter (CVP) die beiden unbestrittenen Anführer des Rassemblement jurassien. Neben 49 Männern war Valentine Friedli die einzige gewählte Frau.

## Zusammensetzung
Folgende Personen wurden in die Versammlung gewählt:

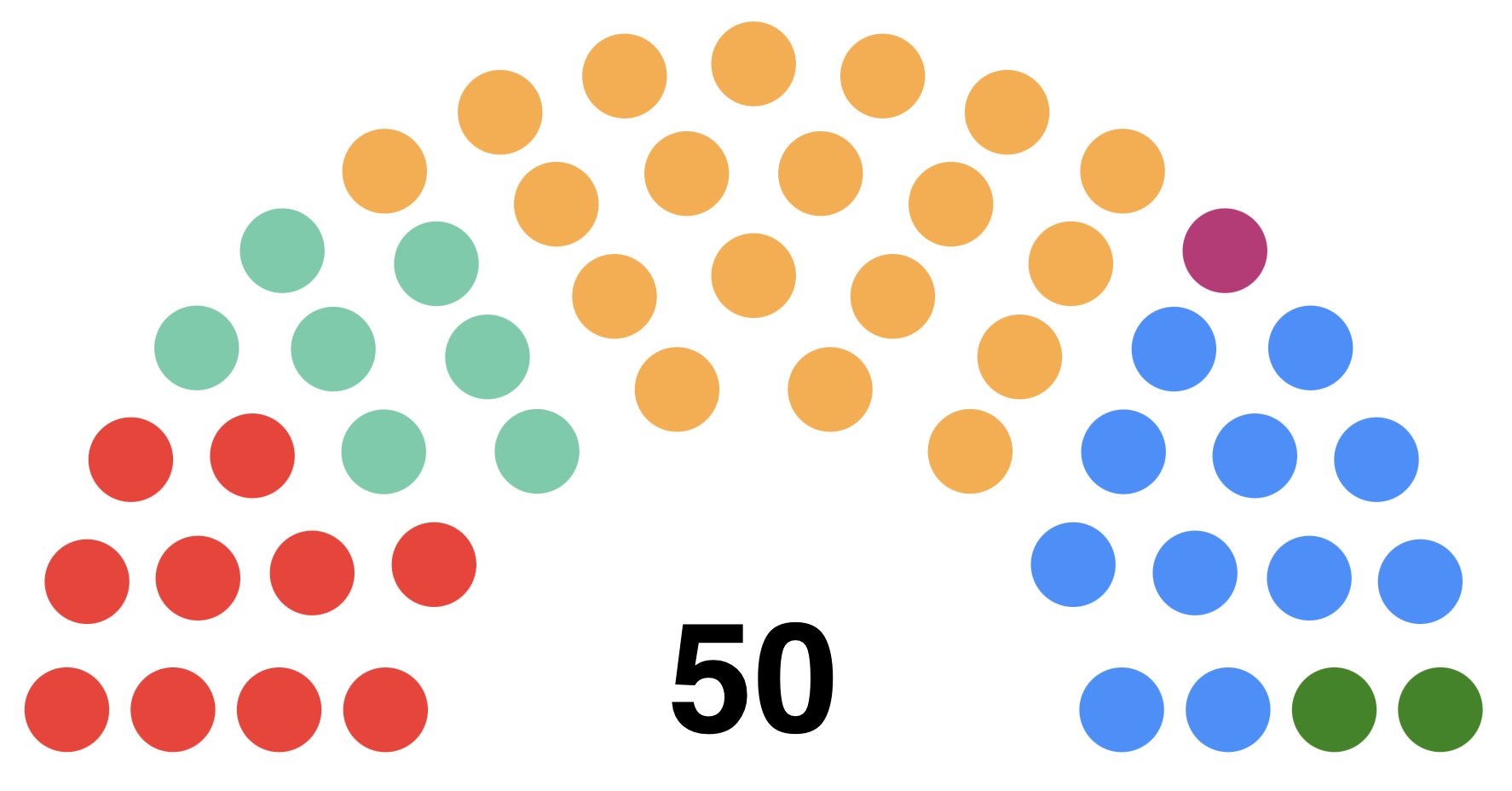
Sitzverteilung
SP 10
PCSI 7
CVP 19
PRR 1
FDP 11
SVP 2

| Name                  | Partei | Partei | Anmerkungen |
| --------------------- | ------ | ------ | --- |
| François Lachat       |        | CVP    | Präsident der Verfassunggebenden Versammlung                                                                               |
| Roland Béguelin       |        | SP     | Vizepräsident der Verfassunggebenden Versammlung, Präsident der Redaktionskommission                                       |
| Gabriel Roy           |        | PCSI   | Vizepräsident der Verfassunggebenden Versammlung, dann Präsident des Ratsbüros                                             |
| Bernard Beuret        |        | CVP    | Mitglied des Ratsbüros, 1. Stimmenzähler, am 12. Mai 1977 durch Pierre Paupe ersetzt                                       |
| René Girardin         |        | SP     | Mitglied des Ratsbüros, 2. Stimmenzähler, am 12. Mai 1977 durch Antoine Artho ersetzt                                      |
| Pierre Paupe          |        | CVP    | Stellvertretender Stimmenzähler, dann Mitglied des Ratsbüros und 1. Stimmenzähler, ersetzte Bernard Beuret am 12. Mai 1977 |
| Antoine Artho         |        | FDP    | Mitglied des Ratsbüros, 2. Stimmenzähler, ersetzte René Girardin am 12. Mai 1977                                           |
| Jean-Pierre Beuret    |        | PCSI   | |
| Joseph Biétry         |        | FDP    | |
| Pierre Boillat        |        | CVP    | |
| Gaston Brahier        |        | FDP    | |
| Marcel Brêchet        |        | PCSI   | |
| André Cattin          |        | CVP    | Präsident der Kommission «Status und Souveränität des Kantons Jura»                                                        |
| Michel Cerf           |        | CVP    | |
| Pierre Christe        |        | CVP    | |
| Hubert Comment        |        | FDP    | |
| Jean-Pierre Dietlin   |        | FDP    | |
| Pierre Etique         |        | FDP    | |
| Charles Fleury        |        | CVP    | |
| Michel Flueckiger     |        | FDP    | |
| Hubert Freléchoux     |        | CVP    | übernahm am 22. September 1976 das Mandat von Gabriel Theubet                                                              |
| Edmond Fridez         |        | SP     | |
| Valentine Friedli     |        | SP     | |
| Pierre Gassmann       |        | SP     | |
| Paul Gehler           |        | SVP    | trat sein Mandat am 22. Dezember 1976 an Alfred Güdel ab                                                                   |
| Alfred Güdel          |        | SVP    | übernahm am 22. Dezember 1976 das Mandat von Paul Gehler                                                                   |
| Michel Gury           |        | PCSI   | Vorsitzender der Kommission «Aufgaben des Staates»                                                                         |
| Georges Hennet        |        | SP     | |
| Auguste Hoffmeyer     |        | PCSI   | |
| Francis Huguelet      |        | CVP    | |
| Roger Jardin          |        | PRR    | stellvertretender Stimmenzähler                                                                                            |
| Bernard Jodry         |        | CVP    | |
| Marcel Koller         |        | SVP    | |
| François Mertenat     |        | SP     | |
| Jean-Claude Montavon  |        | PCSI   | |
| Charles Moritz        |        | CVP    | |
| Paul Moritz           |        | FDP    | Präsident der Kommission «Übergangs- und Schlussbestimmungen und Verfassungsgesetz»                                        |
| Martin Oeuvray        |        | CVP    | |
| Pierre Philippe       |        | PCSI   | |
| Georges Queloz        |        | CVP    | |
| Jacques Saucy         |        | CVP    | Präsident der Kommission «Politische Rechte»                                                                               |
| Roger Schaffter       |        | CVP    | |
| Arthur Schaller       |        | SP     | |
| Jean-Claude Schaller  |        | FDP    | |
| Jacques Stadelmann    |        | SP     | |
| David Stucki          |        | FDP    | |
| Gabriel Theubet       |        | FDP    | trat sein Mandat am 22. September 1976 an Hubert Freléchoux ab                                                             |
| Bernard Varrin        |        | SP     | |
| Jean-Bernard Vauclair |        | CVP    | |
| Serge Vifian          |        | FDP    | |
| Roland Voisin         |        | CVP    | |
| Jean Wilhelm          |        | CVP    | |

## Organisation
Zwischen dem 13. April 1976 und dem 28. April 1977 bestand das Ratsbüro der Verfassunggebenden Versammlung aus dem Präsidenten, zwei Vizepräsidenten und vier weiteren Mitgliedern (je zwei Stimmenzähler und Stellvertreter). Am 28. April 1977, mit der Annahme der neuen Geschäftsordnung, wurden ein Vizepräsident und ein Mitglied gestrichen. Am 24. Februar 1977 bezog das Ratsbüro neue Räumlichkeiten im Maison Wicka in Delémont.
Zwischen dem 13. April 1976 und dem 28. April 1977 gab es folgende Kommissionen: Status und Souveränität des Kantons Jura, Staatsaufgaben, Politische Rechte, Übergangs- und Schlussbestimmungen und Verfassungsgesetz, Redaktion, Einsetzung der Behörden und der Verwaltung, Budget des künftigen Kantons und Modalitäten der Aufteilung Bern/Jura, Amnestie sowie einen nichtständigen Ausschuss. Vom 28. April 1977 bis zum 6. Dezember 1978 bestanden folgende Kommissionen: Information und Öffentlichkeitsarbeit, Überprüfung der Befugnisse, Redaktion, Legislative I, Legislative II, Legislative III, Behörden und Verwaltung I, Behörden und Verwaltung II, Behörden und Verwaltung III, Haushalt und Rechnungsabgrenzung, Vermögensaufteilung, Autonome Einrichtungen sowie Schule und Krankenhausprobleme.

## Sitzungen
Insgesamt hielt die Verfassunggebende Versammlung 87 Sitzungen an verschiedenen Orten im Gebiet des künftigen Kantons Jura ab, wobei die meisten davon im Salle Saint-Georges in Delémont stattfanden.
1976 hielt die Versammlung 21 Sitzungen ab. Schauplatz der Eröffnungssitzung am 12. April 1976 war die Kirche Saint-Marcel in Delémont. Roger Schaffter leitete die protokollarische Sitzung, und die gewählten Abgeordneten legten den Eid ab. Die konstituierende Sitzung folgte einen Tag später in der Aula des Gymnasiums Porrentruy und wurde von Valentine Friedli geleitet, der einzigen gewählten Frau der Versammlung. Sie bestimmte François Lachat zu ihrem Präsidenten, während Roland Béguelin und Gabriel Roy als Vizepräsidenten amtierten. Nach der Erledigung mehrerer weiterer Modalitäten begann am 13. Mai die eigentliche Arbeit an der Verfassung. An der Sitzung vom 27. Oktober im Rathaus von Saignelégier nahm die Versammlung den Artikel 129 (später 138) an, der allen jurassischen Gebieten, die vom Plebiszit am 23. Juni 1974 betroffen gewesen waren, den Beitritt zum Kanton Jura ermöglicht. Dieser umstrittene, für die Separatisten jedoch wichtige Artikel stiess auf heftige Kritik der Berntreuen, worauf der Berner Regierungsrat die Beziehungen zur Verfassunggebenden Versammlung vorübergehend abbrach. Einen Tag später war die erste Lesung der Verfassung abgeschlossen.

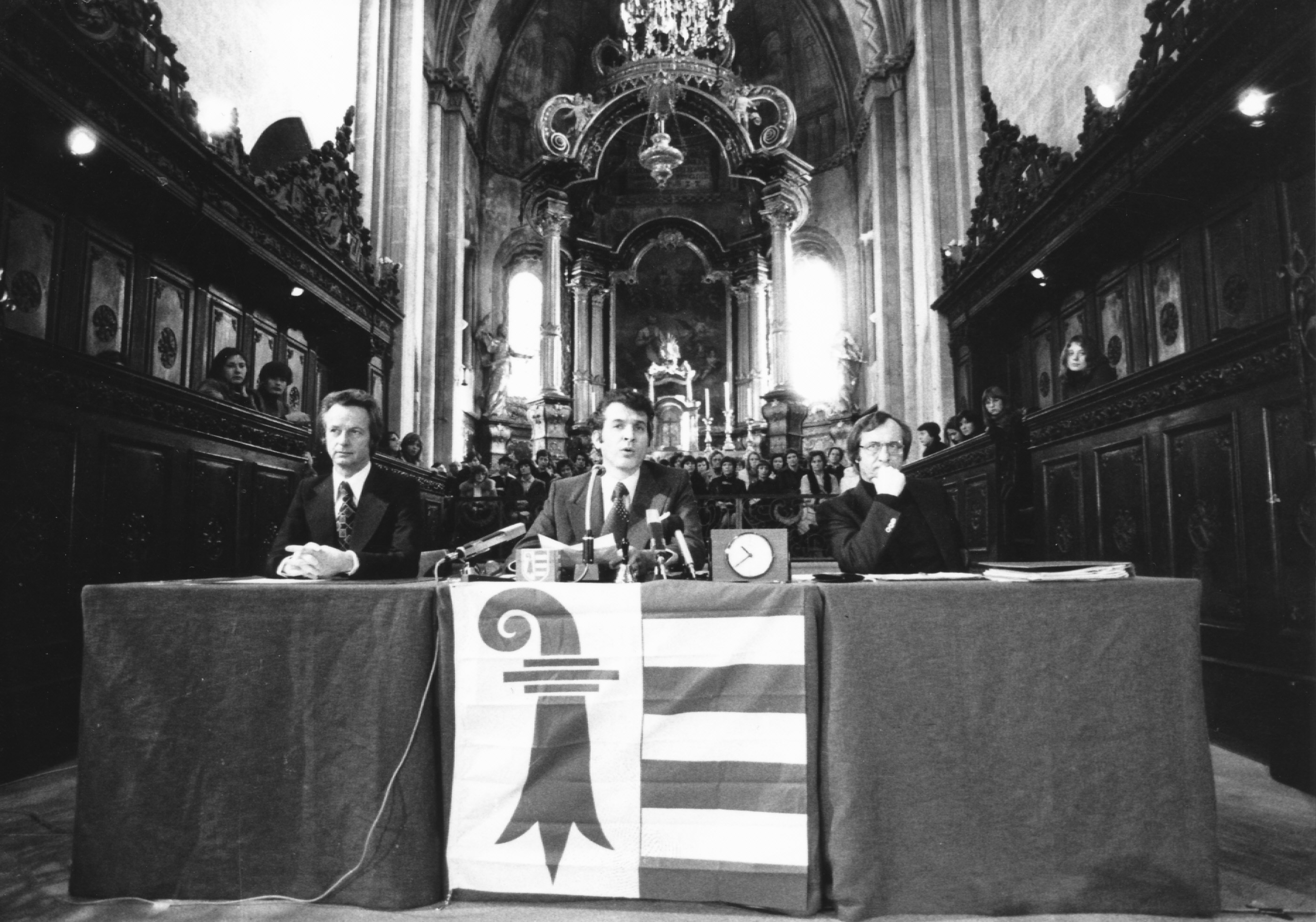
Zeremonie zur Annahme der jurassischen Verfassung am 3. Februar 1977 in der Stiftskirche von Saint-Ursanne

1977 kam die Versammlung zu 16 Sitzungen zusammen. Zu Beginn des Jahres behandelte sie die Themenbereiche Staatsaufgaben, Staatsorganisation, Bezirke und Gemeinden, Wirtschaft, Finanzen, Verbraucherschutz, humanitäre Hilfe, Bezirke und Gemeinden sowie Parlament. Am 22. Januar 1977 veröffentlichte sie die zukünftige Verfassung der Republik und des Kantons Jura. Die Abgeordneten nahmen sie am 3. Februar während ihrer Sitzung in der Stiftskirche von Saint-Ursanne einstimmig unter Namensaufruf an (unter Stimmenthaltung des Präsidenten). Zwar war der «Wiedervereinigungsartikel» 138 in seiner zweiten Fassung etwas abgeschwächt worden, dennoch hielten die Antiseparatisten im zukünftigen Berner Jura, allen voran die Force démocratique und die Junge SVP, an ihrer Kritik fest. Die jurassischen Stimmberechtigten nahmen die Verfassung am 20. März 1977 an, mit einem Ja-Anteil von 82,5 %. Ebenso erteilten sie mit 82,1 % Zustimmung der Verfassunggebenden Versammlung den Auftrag, die kantonale Gesetzgebung zu schaffen und die Interessen des entstehenden Kantons zu wahren.
In der Sitzung vom 28. April 1977 verabschiedeten die Abgeordneten eine neue Geschäftsordnung, um mit der gesetzgeberischen Arbeit beginnen zu können. Am 12. Mai 1977 wählten sie ein neues Ratsbüro. François Lachat blieb Präsident und Roland Béguelin Vizepräsident. Die Abgeordneten wählten auch die Vorsitzenden der 14 neuen Kommissionen und bestimmten deren Zusammensetzung. Die folgenden Sitzungen konzentrierten sich auf die Schaffung neuer kantonaler Gesetzgebung, die Überprüfung der bernischen Gesetzgebung auf ihre Verfassungskonformität (zwecks möglicher Übernahme) und die Organisation des zukünftigen Kantons Jura. Im Verlaufe des Jahres 1978 hielt die Verfassunggebende Versammlung 35 Sitzungen ab. In den Debatten änderten die Abgeordneten die bernischen Erlasse ab, um jurassische Erlasse zu schaffen. Weitere Themen waren die Gesundheitsversorgung, die Organisation des Staates, die öffentlich-rechtlichen Einrichtungen, die Schulen, der Status der Beamten, die Kantonspolizei und das Bürgerrecht. In der Sitzung vom 20. April 1978 übertrugen die Abgeordneten dem Präsidium die Befugnis zur Aufteilung von Vermögenswerten und zur Unterzeichnung vorläufiger Vereinbarungen.
Das Güteraufteilungsabkommen wurde am 5. September 1978 durch Kurt Furgler, Ernst Jaberg und François Lachat im Namen des Bundesrats, des Berner Regierungsrats und der Verfassunggebenden Versammlung unterzeichnet. Am 24. September 1978, als Volk und Stände der Gründung des Kantons Jura mit grosser Mehrheit zustimmten, hielt die Versammlung eine Sondersitzung ab. Am 9. November verabschiedete sie die letzten noch ausstehenden Gesetze. Daraufhin beschloss die frisch gewählte jurassische Kantonsregierung am 5. Dezember, alle von der Verfassunggebenden Versammlung eingegangenen Rechte und Pflichten zu übernehmen. Ihre letzte Sitzung hielt die Versammlung am 6. Dezember im Saal des Hôtel International in Porrentruy ab. Die Verfassung trat am 1. Januar 1979 in Kraft – mit Ausnahme von Artikel 138, dem Nationalrat und Ständerat aufgrund seiner «Unvereinbarkeit mit dem Geist der eidgenössischen Solidarität» die Bundesgarantie verweigert hatten.